# 小眼蛇鰻
小眼蛇鰻為輻鰭魚綱鰻鱺目糯鰻亞目蛇鰻科的其中一種，分布於西大西洋區，從加勒比海、墨西哥灣至南美洲北部海域及東大西洋聖赫勒拿島海域，棲息深度可達35公尺，體長可達45公分，棲息在沙底質海域，屬肉食性，生活習性不明。

## 擴展閱讀
維基物種上的相關：小眼蛇鰻